# Icacinales
Icacinales е разред покритосеменни растения.
Разредът не съществува в системата APG III от 2009 г. и е добавен едва в системата APG IV от 2016 г. Включва две семейства, Icacinaceae и Oncothecaceae, които не са класифицирани в APG III. Според последната класификация на Групата по филогения на покритосеменните, актуализирана на официалния ѝ сайт към юли 2022 г., разредът включва само семейство Icacinaceae.